# Технологія машинобудування
Техноло́гія маши́нобудування — галузь науки i техніки, яка займається теоретичними дослідженнями, проектуванням та удосконаленням технологічних процесів виготовлення деталей машин, технологічного обладнання, оснащенням машинобудівних цехів та складанням виробів.
Приклади напрямків технології машинобудування: 
- Узагальнення та розробка основ оптимального технологічного забезпечення експлуатаційних властивостей деталей;
- Розробка технологічних основ конверсії, реконструкції та технічного переозброєння авіаційного виробництва.
- Підвищення технологічної ефективності процесів обробки на верстатах з ЧПУ на основі досліджень методами лазерної та голографічної інтерферометрії напружено-деформованого і теплового стану різального інструменту.
- Математичне моделювання та оптимізація наукоємних технологічних процесів;
- Іонно-плазмове модифікування поверхні деталей з метою багаторазового підвищення їх експлуатаційних властивостей;
- Наукові основи і методи вирішення технологічних задач на основі різнорідних конструкторсько-технологічних моделей.